# Statilia pallida
Statilia pallida es una especie de mantis de la familia Mantidae.

## Distribución geográfica
Se encuentra en las Islas Filipinas.